# 973计划
973计划即国家重点基础研究发展计划，是中华人民共和国为实施“科教兴国”和“可持续发展战略”，加强基础研究和科技工作作出的决策；是实现2010年以至21世纪中叶中国经济、科技和社会发展的宏伟目标，提高科技持续创新能力，迎接新世纪挑战的重要举措。这是自1980年以来，中国政府推出的多项科技计划之一。1997年6月4日，原国家科技领导小组第三次会议决定要制定和实施《国家重点基础研究发展规划》，随后由科技部组织实施了国家重点基础研究发展计划，亦称973计划。

## 背景
自1980年以来，中国政府推出了多项科技战略计划（如十五科技发展规划、十五高技术产业发展规划、科技攻关计划、重点新产品计划、科技成果重点推广计划、火炬计划、星火计划和863计划等），旨在跟踪世界科技的前沿，促进中国的科学技术发展，并推动科学技术成果转化。加强原始性创新，在更深的层面和更广泛的领域解决国家经济与社会发展中的重大科学问题。
计划项目实行“2+3”的管理模式，即项目执行两年后，进行中期评估後3年方向。
另根据“中华人民共和国政府与欧洲共同体科学技术合作协定”，科学技术部已向欧方开放了973计划的研究项目，欧盟国家的科学家可与中国科学家联合申请、承担973计划项目。目前有1个项目已经被批准启动实施“分子聚集体的化学-有机功能微结构与组装”。

## 重点研究方向
- 围绕中国社会、经济和科技自身发展的重大需要，解决国家中长期发展中面临的重大关键问题的基础性研究；
- 瞄准科学前沿重大问题，体现学科交叉、综合，探索科学基本规律的基础性研究；
- 发挥中国的优势与特色，体现自然、地理与人文资源特点，能在国际科学前沿占有一席之地的基础性研究。

自1998年起至2002年已先后启动了132个项目，其中农业领域17项，能源领域15项，信息领域17项，资源环境领域24项，人口与健康领域21项，材料领域19项，重要科学前沿19项。